# Демерарське повстання 1823 року
Демерарське повстання 1823 року — це повстання за участю від 9000 до 12 000 рабів, яке відбулося в колонії Демерара-Ессекібо (сучасна Гаяна). Точна кількість тих, хто брав участь у повстанні, є предметом дискусії. Повстання, яке почалося 18 серпня 1823 року і тривало два дні. Метою повсталих була повна емансипація. Повстання було викликане широко поширеним, але помилковим переконанням, що парламент прийняв закон про скасування рабства, і що колоніальнвлада це приховує. Підбурюваний головним чином Джеком Гладстоном, рабом із плантації «Саккес», у повстанні також брали участь його батько, Кваміна, та інші старші члени їхньої церковної групи. У справі був замішаний його англійський пастор Джон Сміт.
Ненасильницьке повстання було жорстоко придушене колоністами під керівництвом губернатора Джона Мюррея. Вони вбили багато рабів: за різними оцінками, жертвами повстання стали від 200 до 500 чоловіків і жінок. Після того, як повстання було придушене, уряд засудив ще 45 чоловіків до смертної кари, а 27 були страчені. Щоб залякати інших, протягом кількох місяців на загальний огляд виставлялися тіла страчених рабів. Можливо, після повстання Джек був депортований на острів Сент-Люсія. Джон Сміт, який був засуджений до смертної кари і чекав новин про його апеляцію на смертний вирок, помер у в'язниці.
Звістка про смерть Сміта посилила аболіціоністський рух у Великій Британії. У Джорджтауні головну вулицю назвали на честь Кваміни. У 2023 році Національна портретна галерея в Лондоні представила на своїй виставці в Лондоні картину Джека Гладстона та рабині Амби.

## Контекст
Демерара вперше була колонізована голландцями в XVII столітті під егідою Голландської Вест-Індської компанії (DWIC). Спочатку економіка ґрунтувалася на торгівлі, але у XVIII столітті почала витіснятися вирощуванням цукрової тростини на великих плантаціях. Регіон Демерара був відкритий для заселення в 1746 році, і нові можливості привабили британських поселенців із сусіднього Барбадосу. До 1760 року вони стали найбільшим контингентом у Демерарі; бізнес-реєстри 1762 року показали, що 34 з 93 плантацій належали англійцям. Британці були основною зовнішньою загрозою голландському контролю над колоніями з 1781 до 1796 року, коли Велика Британія отримала контроль де-факто. Після рейду каперів у лютому 1781 року британська окупація тривала до січня 1782 року, коли острів знову захопили французи, які тоді об'єдналися з голландцями.
У 1802 році за умовами Ам'єнського миру британці передали владу над Демерарою голландцям, але через рік повернули свій контроль. У 1812 році британці об'єднали Демерара та Ессекібо в колонію Демерара-Ессекібо. Колонії були передані Британії за договором між Нідерландами та Британією від 13 серпня 1814 року. Стабрук, як була відома столиця колонії за часів голландців, у 1812 році був перейменований на Джорджтаун. Колоніальні влади призначали губернатора, який правив замість них, а рішення щодо місцевого законодавства ухвалював політичний суд.
Основою економіки колонії був цукор, вирощений на плантаціях очерету, які обробляли раби. Продаж врожаю в Британії користувалася пільговими умовами. У 1762 році на 68 плантаціях в Ессекібо працював 2571 раб, а в Демерарі — 1648 рабів. Відомо, що ці цифри були значно заниженими, оскільки кількість рабів була основою оподаткування. До 1769 року було 3986 зараєстрованих рабів на 92 плантаціях Ессекібо та 5967 на 206 плантаціях Демерари. Рабська праця була дефіцитом і дорогою через торговельну монополію DWIC, а контрабанда з Барбадосу була поширеною. Голландські колоністи забезпечили панування білих над своїм зростаючим рабським населенням завдяки співпраці з корінними жителями, які чинили рішучий опір пануванню білих, але на яких також можна було покластися, якщо вони піднімуть зброю проти будь-яких іспанських вторгнень. Коли в 1763 році відбулося Бербіське повстання рабів, місцеві жителі заблокували кордон, щоб запобігти поширенню заворушення на Демерару.
Швидке розширення плантацій у ХІХ столітті збільшило попит на африканських рабів у той час, коли поставки скоротилися. Дефіцит робочої сили для виробництва посилився британським скасуванням торгівлі рабами Законом про работоргівлю 1807 року. Населення складалося з 2500 білих, 2500 звільнених чорношкірих і 77 000 рабів. У етнічному відношенні у 1823 році в Демерарі та Ессекібо нараховувалося 34 462 африканця проти 39 956 «креольських негрів». Поводження з рабами помітно відрізнялося від власника до власника та від плантації до плантації. Поширеними були плантації, якими керували агенти та повірені власників-відсутників. Переважали кавказькі власники та менеджери, і було дуже мало «мулатів» змішаної раси, які стали менеджерами та власниками. Білі та кольорові нижчі класи вважалися «вищими», що давало їм доступ до кваліфікованої роботи. Чорношкірі, які виконували кваліфіковану роботу або працювали в домогосподарствах і користувалися більшою автономією, вважалися такими, що мають вищий статус, ніж інші раби. Раби, які працювали на полях, працювали під керівництвом наглядачів, також рабів, але яким були делеговані повноваження наглядачів плантацій.

### Насадження
Хоча деякі власники плантацій відзначалися патерналістськими тенденціями, за стандартами того часу в колонії до рабів в цілому ставилися дуже погано. Церкви для білих існували з моменту урочистого відкриття колоній, але рабам було заборонено відправляти богослужіння до 1807 року, оскільки колоністи боялися, що освіта та християнізація призведуть до того, що раби поставлять під сумнів свій статус і спричинять невдоволення. Дійсно, весліанський місіонер, який прибув у 1805 році з бажанням заснувати церкву для рабів, був негайно репатрійований за наказом губернатора. Лондонське місіонерське товариство (LMS) увійшло до Гаяни незабаром після припинення работоргівлі за вказівкою власника плантації, який вважав, що раби повинні мати доступ до релігійних вчень. Германус Пост, натуралізований англієць голландського походження, виступав за навчання релігії та грамотності. Цю ідею, яка на той час вважалася радикальною, підтримали деякі, хто, можливо, вважав, що релігію слід запропонувати як розраду замість емансипації. Колоніальна адміністрація поставилася до цієї ідеї вороже. У 1808 році в офіційному журналі «Королівська газета» було написано: «Небезпечно робити рабів християнами, не даючи їм свободи». Інші категорично проти. Інші власники плантацій, які вважали, що навчання рабів будь-чому, крім їхніх обов'язків перед господарями, призведе до «анархії, хаосу та невдоволення» та прискорить знищення колонії. Пошта проігнорувала ці протести та надала приміщення для богослужінь. За вісім місяців ці споруди легко переросли популярність богослужінь. LMS внесла £100; Пошта віддала землю та сплатила залишок, і 11 вересня 1808 року була урочисто відкрита каплиця на 600 осіб. Він також наказав побудувати будинок для міністра вартістю 1200 фунтів стерлінгів, з яких 200 фунтів стерлінгів заплатили інші «поважні мешканці колонії». Перший пастор, преподобний Джон Рей, прибув у лютому 1808 року і провів там п'ять років; його дружина керувала жіночою школою для білих дітей. Після будівництва каплиці власник писав про покращення:
Раніше вони були неприємністю для сусідів, бо грали на барабанах і танцювали два-три вечори на тиждень, і на них дивилися з заздрістю через їхні небезпечні зв'язки; але тепер вони стали найревнішими помічниками на публічних богослужіннях, у катехізації та приватних настановах. У цьому районі не чути барабанів, за винятком тих випадків, коли господарі забороняють своїм рабам відвідувати [церкву]. П'яниці і бійці перетворилися на тверезих і мирних людей, які намагаються догодити тим, хто над ними поставлений.— Hermanus H. Post

Карта Демерара-Ессекібо 1823 року, на вставці показано розміщення плантацій у вигляді вузьких смуг уздовж узбережжя; позиція плантації «Le Resouvenir».

Пост прагнув призначити більше місіонерів в інші місця колонії. Однак Пост помер у 1809 році, і його оплакували раби. Умови його рабів при новому правлінні помітно погіршилися — їх знову почали бити батогом і змушувати працювати по суботах і неділях. У 1808 році невдовзі після прибуття Рей почав боротися за права рабів відвідувати церковні служби, які відбувалися щовечора. Коли губернатор Анрі Гійом Бентінк оголосив усі збори після настання темряви незаконними, Рей отримав підтримку деяких власників і менеджерів плантацій. Озброївшись їхніми відгуками, він намагався протистояти Бентінку, але йому було відмовлено в аудиторії. Рей поїхав до Лондона, щоб звернутися безпосередньо до уряду.
Коли наприкінці терміну Рей був переведений до сусіднього Бербіса, місія була без пастора протягом трьох років. Джон Сміт, його заміна, прислана до колонії ЛМС, був так само привітно зустрінутий рабами. Пишучи до LMS, Сміт сказав, що духовенству було чітко наказано не говорити нічого, що могло б викликати розчарування рабів у їхніх господарях або невдоволення своїм статусом. Багатьох у колонії обурювало присутність проповідників, яких вони вважали шпигунами аболіціоністського руху в Лондоні. Вони боялися, що релігійні вчення та ліберальні настрої зрештою спричинять повстання рабів. Колоністи переривали богослужіння, кидали каміння в церкви, забороняли служителям доступ до певних плантацій, відмовлялися будувати каплиці на плантаційних землях; рабам забороняли відвідувати служби на кожному кроці. Сміт отримав ворожий прийом від губернатора Джона Мюррея та більшості колоністів. Вони вважали його служіння в каплиці загрозою плантаціям і боялися ще більших хвилювань. Сміт повідомив LMS, що губернатор сказав йому, що «плантатори не дозволять навчати своїх негрів читати під страхом вигнання з колонії».
Крім того, релігійне навчання для рабів було схвалене британським парламентом, тому власники плантацій були зобов'язані дозволяти рабам відвідувати його, незважаючи на їхній спротив. Сміт вважав, що колоністи, які відвідують такі заняття, заважають роботі та відволікають увагу. Деякі наглядачі були присутні лише для того, щоб не дозволити своїм рабам бути присутніми. Одна зі скарг власників полягала в тому, що рабам доводилося занадто далеко ходити, щоб відвідати службу. Коли Сміт звернувся до Джона Ріда, власника «Dochfour», з проханням надати землю для спорудження каплиці, губернатор Мюррей наклав вето на цю ідею, нібито через скарги, які він отримав на Сміта. Колоністи навіть перекрутили наміри циркуляру з Британії, який зобов'язував видавати рабам перепустки для відвідування служб — 16 серпня 1823 року губернатор видав циркуляр, який вимагав від рабів отримати спеціальний дозвіл власників на відвідування церковних зборів або служб, що призвело до різке зниження відвідуваності богослужінь.
Приблизно в той же час Сміт написав листа Джорджу Бердеру, секретарю LMS, нарікаючи на умови рабів:
Відтоді, як я перебуваю в колонії, раби зазнають найжорстокішого гноблення. Від них, як правило, вимагали непомірно багато роботи, не виключаючи жінок на пізніх термінах вагітності. Коли вони хворіли, ними зазвичай нехтували, з ними погано поводилися або морили голодом. Покарання були частими і суворими. Відшкодування вони отримували так рідко, що багато з них вже давно перестали його шукати, навіть коли їх кривдили.— Rev. John Smith, letter dated 21 August 1823, quoted in Jakobsson (1972:323)
Да Коста зауважив, що всі раби, які повстали, мали мотиви, які були підкріплені їхнім статусом рухомого майна: сім'ї багатьох потрапили в бурхливі зміни власності на плантації та боялися бути проданими та/або розділеними (як у випадку з рабом Телемахом); Християни часто скаржилися на те, що їх переслідували та карали за їхню віру чи поклоніння (Телемах, Джекі Рід, Еммануїл, Принц, Сенді); рабині повідомили про жорстоке поводження або зґвалтування з боку власників або менеджерів (Бетсі, Сусанна). Рабів також часто карали з легковажних причин. Багато менеджерів/власників (МакТюрк, Спенсер) наполягали б, щоб раби працювали в неділю, і відмовляли б у пропусках для відвідування церкви; Поллард, менеджер «Non Pareil» і «Bachelor's Adventure», був загальновідомий жорстокістю. Кваміна скаржився на те, що його часто позбавляли законного вихідного дня та можливості ходити до церкви; не маючи змоги піклуватися про свою хвору дружину, однієї ночі після повернення додому він знайшов її мертвою. Джек Ґладстон, раб із «Success», який не працював під керівництвом наглядача і насолоджувався значною свободою, дізнався про дебати про рабство в Британії та чув чутки про документи про емансипацію, які надходять із Лондона.
Серед власників плантацій сер Джон Гладстон, батько британського прем'єр-міністра Вільяма, який розбагатів як трейдер, придбав плантації в Демерарі в 1812 році через невиплату іпотеки. Це включало половину частки в «Success», однієї з найбільших і найпродуктивніших плантацій; решту половини він придбав через чотири роки. Гладстон змінив урожай кави на цукор і збільшив кількість рабів зі 160 до понад 330. Сер Джон продовжував купувати демераранські плантації, часто за розпродажними цінами після повстання й протягом наступного десятиліття, а його агенти мали змогу оптимізувати його активи на різних об'єктах. До того часу, коли в Британії в 1834 році було прийнято емансипацію, він володів чотирма плантаціями — «Vreedenhoop», «Success», «Wales» і «Vreedestein».
Джон Сміт, записуючи у своєму щоденнику 30 серпня 1817 року, сказав, що раби «Success» скаржилися на навантаження роботою та дуже суворе поводження. Сер Джон Гладстон, вважаючи, що з рабами в його маєтках поводилися належним чином, 24 грудня 1824 року написав листа до Місіонерського товариства, щоб очистити своє ім'я. Він писав про свої наміри так: «я завжди ставився до мого народу з добротою, задовольняючи всі його потреби і надаючи йому всілякі розумні та практичні поблажки». Він заявив, що робочі бригади були подвоєні з 160 після того, як виробництво перейшло на цукор з кави. Пізніше Гладстон стверджував це
Навіть на цукрових плантаціях розтирання [тростини] припиняється на заході сонця; і котли, єдині, хто залишається довше, закінчують чистити до дев'ятої години... Їхній основний раціон, окрім солоної риби та іноді солоної провізії, складався з подорожників, яким вони віддавали перевагу перед іншою їжею. Плантани вирощували під час звичайної щоденної роботи в кожному маєтку або купували, коли їх не вистачало, і їх постачали більше, ніж вони могли спожити. Рабів забезпечували одягом, який відповідав клімату та їхньому становищу.... Вони можуть розпоряджатися суботою та іншими святами з релігійною метою, якщо вони до цього схильні.— Letter to James Cropper, 27 September 1823
Ранні описи щоденника Джона Сміта, зосереджені на його творах проти рабства, зображують його як «мученика», ігноруючи інші його уривки, які є расистськими. В одному уривку, наприклад, він описує деяких майже оголених жінок, які перуть свій одяг у канаві, і каже, що «Вони нагадують орангутангів». В іншому місці він пише: «Я вважаю, що є небагато негрів, які вважають великим гріхом пограбувати білу людину».
Гладстон, який ніколи не ступав на свою плантацію, був введений в оману своїм адвокатом у Демерарі Фредеріком Кортом, який вважав, що карати рабів потрібно рідко. Він стверджував, що вони були загалом щасливі та задоволені, і змогли заробити значні гроші, продаючи надлишки продукції своїх запасів. Після повстання секретар Лондонського місіонерського товариства попередив Гладстона, що Корт брехав, але Гладстон продовжував ототожнювати себе з Кортом та іншими його агентами. Робертсон, його другий син, інспектував маєтки з 22 листопада 1828 по 3 березня 1829 року, під час яких він зауважив, що Корт був «неробою та обманщиком», який погано керував одним маєтком за іншим. Тільки тоді Корт був звільнений. У Великій Британії лорд Ґрей та інші критикували концепцію заочних орендодавців. Сер Бенджамін д'Урбан, який обійняв посаду лейтенанта-губернатора Ессекібо і Демерара в 1824 році, 30 вересня 1824 року написав Ерлу Батерсту, Державному секретарю колоній, критикуючи «…нерозважливі управителі, яким підпорядковується надто багато рабів; малоосвічені люди, які не вміють керувати власними примхами; можливо, добрі плантатори, але зовсім не придатні для того, щоб опікуватися людськими тілами, хоча вони можуть дуже добре доглядати за худобою…».

## Повстання
Раби з найвищим статусом, такі як бондарі та деякі інші, які були членами конгрегації Сміта, були залучені до керівництва повстанням проти суворих умов і жорстокого поводження, вимагаючи того, що вони вважали своїм правом. Джек Гладстон, раб на плантації «Success», закликав своїх однолітків до повстання. Кваміна, батько Джека, член церкви Сміта, був одним із п'яти обраних конгрегацією стати дияконами незабаром після прибуття Сміта, закликав до стриманості.
У травні 1823 року в британській Палаті громад Томас Фауелл Бакстон представив резолюцію, яка засуджувала рабство як «огидне принципам британської конституції та християнської релігії» та закликала до його поступового скасування «у всіх британських колоніях». Насправді, предметом цих чуток були накази в Раді (колоніальним адміністраціям), складені Джорджем Каннінгом під тиском аболіціоністів для покращення умов рабства після дебатів у Палаті громад. Його основні положення полягали в обмеженні щоденної робочої години рабів до дев'яти годин і забороні бичування рабинь.

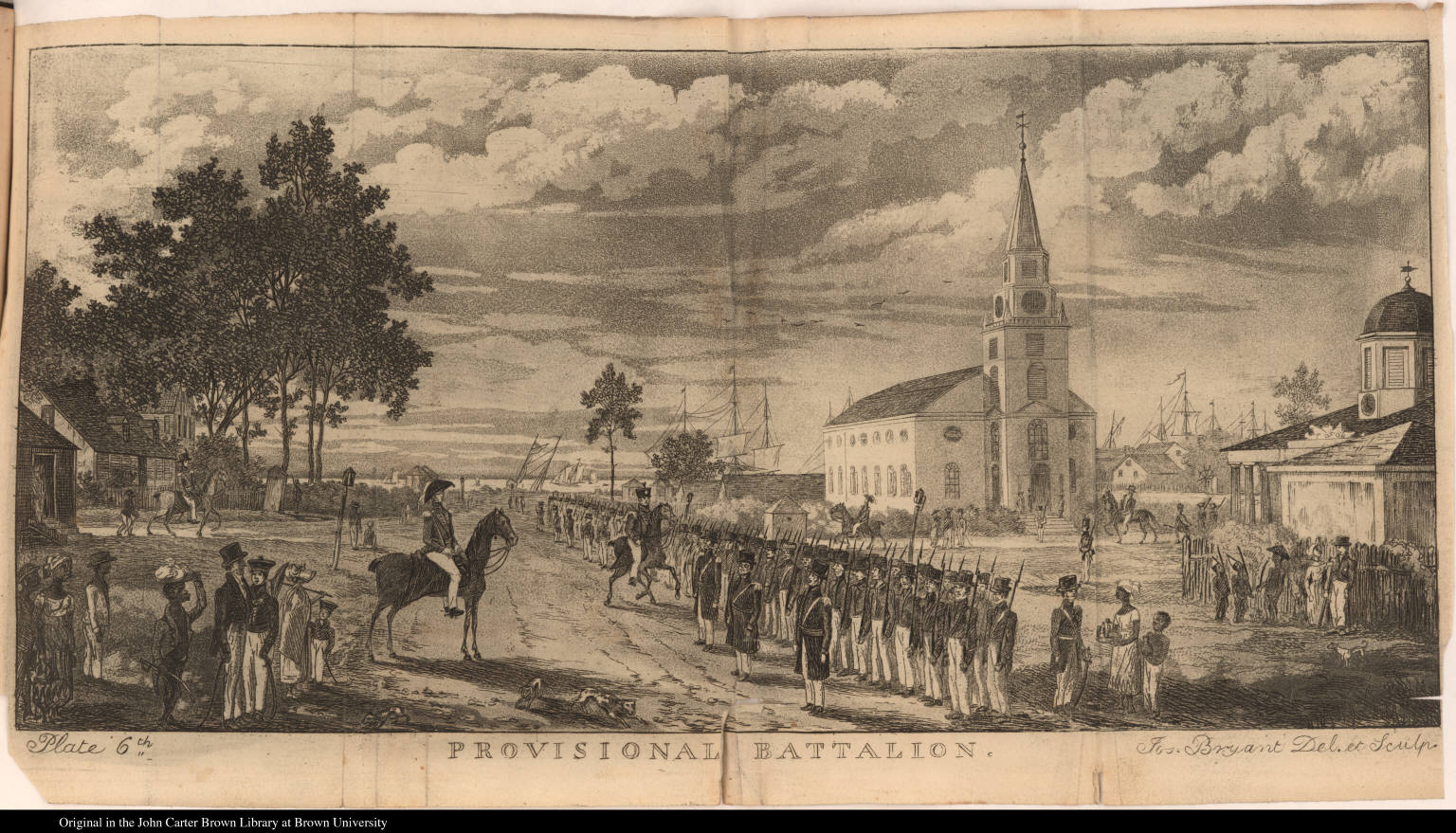
Тимчасовий батальйон шикується для огляду

У той час як губернатор або Бербіс негайно зробив проголошення, отримавши накази з Лондона, і доручив місцевому священику Джону Рею пояснити положення його пастві, Джон Мюррей, його колега в Демерарі, отримав наказ з Лондона 7 липня. 1823 р., і ці заходи виявилися суперечливими, оскільки вони обговорювалися в полісному суді 21 липня та знову 6 серпня. Вони були прийняті як неминучі, але адміністрація не зробила офіційної заяви щодо їх прийняття. Відсутність офіційної заяви призвела до чуток про те, що господарі отримали вказівки звільнити рабів, але відмовлялися це зробити.
За кілька тижнів до повстання Джек шукав підтвердження правдивості чуток від інших рабів, особливо тих, хто працював на тих, хто міг знати: таким чином він отримав інформацію від Сусанни, економки/коханки Джона Гамільтона з «Le Resouvenir»; від Даніеля, слуги правителя; Джо Сімпсон з «Le Reduit» та інших. Зокрема, Сімпсон написав листа, в якому говорилося, що їхнє звільнення неминуче, але закликав їх бути терплячими. Джек написав листа (підписавшись іменем свого батька) членам капели, в якому інформував їх про «новий закон».
Збунтувалися й ті, хто був у «Le Resouvenir», де була каплиця Сміта. Кваміна, якого поважали як раби, так і вільновідпущеники, спочатку намагався зупинити повстання рабів і натомість закликав до мирного страйку; він змусив товаришів-рабів пообіцяти не застосовувати насильство. Як ремісник-бондар, який не працював під керівництвом наглядача, Джек насолоджувався значною свободою пересування. Він зміг організувати повстання через свої офіційні та неформальні мережі. Серед близьких змовників, які були «вчителями» церкви, були Сітон (у «Success»), Вільям (у «Chateau Margo»), Девід (у «Bonne Intention»), Джек (у «Dochfour»), Люк (у «Friendship»), Джозеф (у «Bachelor's Adventure»), Сенді (у «Non Pareil»). Разом вони завершили планування у другій половині дня неділі 17 серпня, коли наступного ранку тисячі рабів підуть проти своїх панів.
Джо з «Le Reduit» повідомив свого господаря приблизно о шостій того ранку скоординованого повстання, запланованого напередодні ввечері в каплиці Бетелю, яке мало відбутися того ж дня. Капітан Сімпсон, власник, негайно поїхав до губернатора, але зупинився, щоб сповістити кілька маєтків по дорозі в місто. Губернатор зібрав кавалерію, частиною якої був Сімпсон. Хоча лідери повстання сподівалися на масові дії всіх рабів, фактичні заворушення охопили близько 13 000 рабів у приблизно 37 маєтках, розташованих на східному узбережжі, між Джорджтауном і Махайкою. Раби входили в маєтки, грабували будинки в пошуках зброї та боєприпасів, зв'язували білих або клали деяких у запаси. Дуже низька кількість білих смертей цитується як доказ того, що повстання було здебільшого вільним від насильства з боку рабів. Розповіді свідків показують, що повстанці проявляли стриманість, і була вбита лише дуже невелика кількість білих людей. Деякі раби помстилися своїм панам чи наглядачам, посадивши їх у заклади, як вони самі були раніше. Раби ходили великими групами від плантації до плантації, захоплюючи зброю та боєприпаси та замикаючи білих, обіцяючи звільнити їх через три дні. Однак, за словами Браянта, не всі раби були поступливими повстанцям; деякі були вірні своїм панам і протистояли повстанцям.
Губернатор негайно оголосив воєнний стан. 21-й стрілецький і 1-й Вест-Індський полк, яким допомагав батальйон озброєного британського ополчення, були направлені для придушення рабів та рабинь, які були озброєні в основному дерев'яними палицями, а також невеликою кількістю гвинтівок і шабель, захоплених на плантаціях. До пізнього дня 20 серпня було вбито понад 200 рабів та рабинь. Протягом наступних кількох днів британське ополчення розпочало «огидну, болісну та потворну» операцію проти повстанців, як описав міліціонер Джон Чівлі у своїх мемуарах. Під час цих акцій було вбито без суду щонайменше сотню рабів та рабинь. 22 серпня 1823 року лейтенант-губернатор Мюррей опублікував звіт про битви. Він повідомив про серйозні зіткнення у вівторок вранці в маєтку Ріда «Докфур», де десять-п'ятнадцять із 800 повстанців були вбиті; у сутичці під «Good Hope» було вбито «п'ять-шість» повстанців. У середу вранці шестеро були вбиті на плантації «Beehive», сорок повстанців загинули в Елізабет-Холл. У битві, яка відбулася на «Bachelor's Adventure», було залучено «кількість значно більше 1500».
Підполковник, марно намагаючись переконати цих ошуканих людей у їхній помилці, і всі спроби спонукати їх скласти зброю не увінчалися успіхом, зробив своє розпорядження, атакував обидва корпуси одночасно і розігнав їх, втративши при цьому від 100 до 150 осіб. З нашого боку лише один стрілець був легко поранений.— Extract of communiqué from His Excellency the Commander-in-Chief, 22 August 1823
Після різанини в «Bachelor's Adventure» Джек і Кваміна знайшли притулок у кущах разом із вісімнадцятьма жінками та чоловіками з місцевих маєтків, включаючи Кудзьо, Куабіно, Семмі та Прімо. Окрім шаблі Джека, у них було дві рушниці. Вони також несли два примірники Біблії, гімн і кілька гамаків. Тим часом за його захоплення була запропонована «гарна винагорода» в тисячу гульденів. Губернатор також проголосив «ПОВНЕ та БЕЗКОШТОВНЕ ПОМИЛУВАННЯ всім рабам, які здадуться протягом 48 годин, за умови, що вони не були ватажками (або винними в тяжких злочинах)». Джек залишався в кущах, поки 6 вересня його не схопив капітан Мактерк у «Chateau Margo». Кілька днів по тому М'Турк знову вийшов із місцевими слідопитами й натрапив на одного з утікачів. За словами М'Терка, він закликав чоловіка зупинитися, але коли той цього не зробив, один із тубільців підняв рушницю й застрелив чоловіка. М'Терк взяв тіло Куаміни і повісив його на шибениці в передній частині плантації «Success» як пересторогу для інших.

## Суди

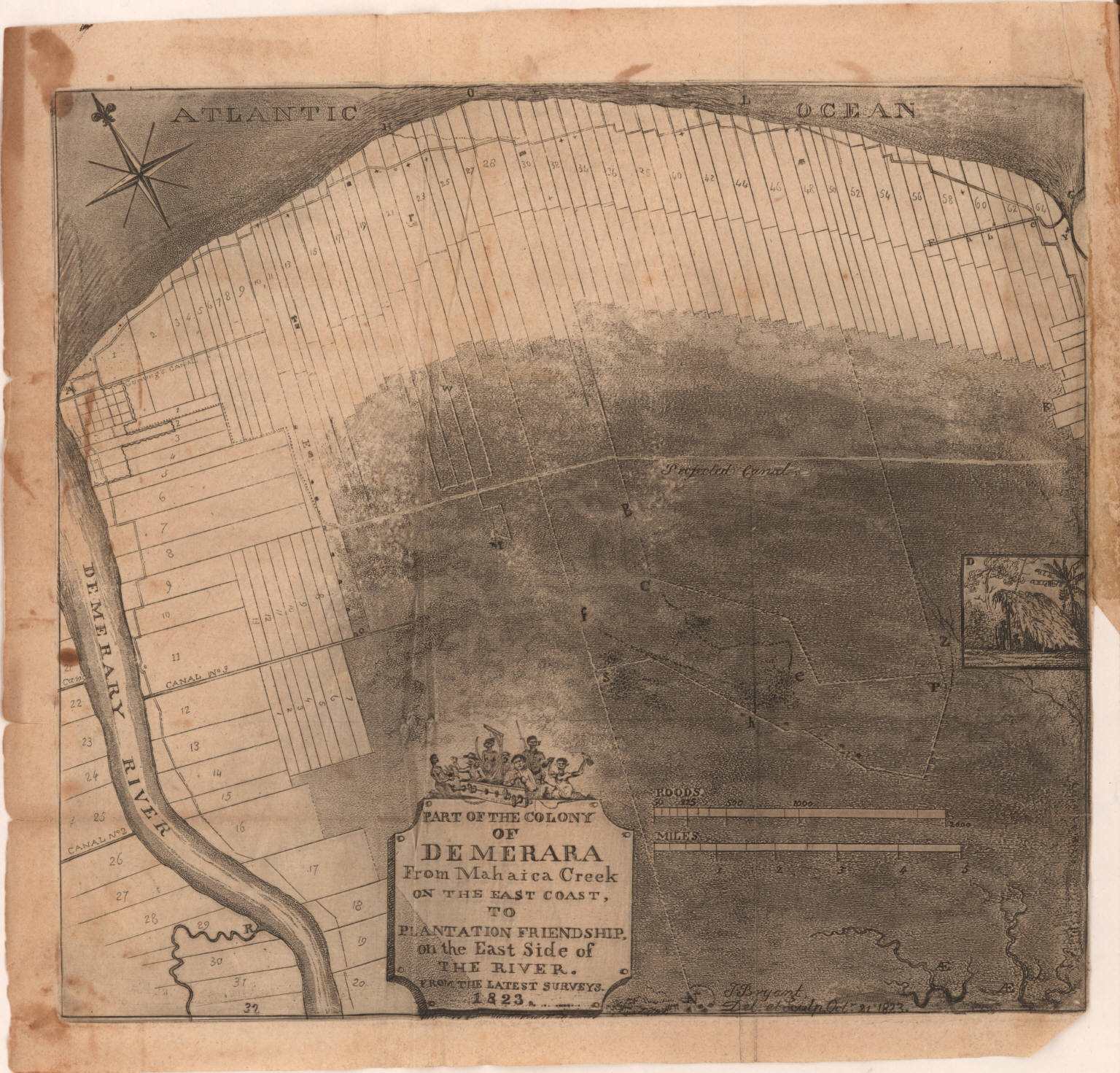
Карта Демерара 1823 року, що показує розташування плантацій, маленькі хрестики позначають місця, де були виставлені голови або тіла рабів

25 серпня губернатор Мюррей створив загальний військово-польовий суд під головуванням підполковника Стівена Артура Ґудмена. Незважаючи на те, що початкове повстання пройшло здебільшого мирно, а рабовласники були замкнені у своїх домівках, тих, кого вважали ватажками, судили заселити в різних маєтках уздовж узбережжя та стратити, розстрілявши; їхні голови були відрубані та прибиті до стовпів. Були винесені різні вироки, включаючи одиночне ув'язнення, побиття батогом і смертну кару. Браянт (1824) описує 72 рабів, які на момент публікації були засуджені військовим судом. Він зазначив, що 19 із 45 смертних вироків були виконані; ще 18 рабів було відстрочено. Тіла страчених вивішували на ланцюгах узбіччя громадської дороги перед відповідними плантаціями і залишали гнити протягом місяців.
Суд над Джеком відбувся в Джорджтауні і тривав три з половиною дні. Під час розгляду було представлено багато свідків, які засвідчили відсутність у нього насильницької поведінки. Наприкінці судового процесу було зачитано його заяву, яка включала таке: «Я знаю, що я винен у цьому бунті, — заявив Джек суду з кам'яним обличчям, — і що я заслуговую бути засудженим за це; але я сподіваюся, що завдяки виявленій мною поблажливості суд відрекомендує мене на милість і поговорить за мене з губернатором». 22 вересня 1823 року Джеку повідомили, що після того, як суд «найбільш зріло і свідомо зважив і розглянув докази», він визнав, що він «винний у висунутому проти нього звинуваченні, і тому засуджує його, ув'язненого Джека зазнати смерті в такий час і в такому місці, які його високоповажність головнокомандуючий вважатиме за потрібне». Джеку було 28 років. Після суду провів у в'язниці до 1824 року, після чого його депортували з Демерари. Куди він потрапив, невідомо. За словами губернатора, його мали відправити на Бермуди. Натомість його, можливо, депортували як військового робітника до Сент-Люсії, як повідомляється в листі Роберта Вілмот-Гортона (заступника державного секретаря з питань війни та колоній) до Джона Гладстона від 16 березня 1825 року.
13 жовтня Джон Сміт був притягнутий до військового суду перед підполковником Гудменом, звинувачений у чотирьох злочинах: «сприяння розпалюванню у свідомості негрів-рабів невдоволення та незадоволення їхніми законними господарями, наглядачами та керівниками, підбурювання до повстання; надання порад, консультацій та листування з Куаміною, а також подальше сприяння та підбурювання Куаміни до повстання; неповідомлення належним органам влади про заплановане повстання; не доклав усіх зусиль, щоб придушити, затримати та стримати Куаміну, коли повстання вже розпочалося». Серед офіцерів військового суду, які судили Сміта, був молодий капітан Колін Кемпбелл, який пізніше став фельдмаршалом лордом Клайдом.
Суд над Смітом завершився через місяць, 24 листопада. Сміта визнали винним за основними звинуваченнями та засудили до смертної кари. Очікуючи на апеляцію, Сміта перевели з Colony House до в'язниці, де він помер від «ненажерства» вранці 6 лютого 1824 року. ЩЩоб мінімізувати ризик розпалювання рабських настроїв, колоністи поховали його о 4 ранку. Могилу не позначили, щоб вона не стала місцем збору рабів. Королівська відстрочка надійшла 30 березня. Новини про ці події були опубліковані в британських газетах, викликали величезне обурення і викликали 200 петицій до парламенту. Смерть Сміта та повстання понад 9000 рабів та рабинь у Демерарі дали великий поштовх кампанії за скасування рабства в Британії.

## Наслідки
Повстання відбулося через кілька місяців після заснування Товариства боротьби з рабством і мало сильний вплив на Велику Британію. Хоча суспільні настрої спочатку були на користь колоністів, вони змінилися з викриттями реалій. Дебати про скасування смертної кари, які затихли, були активізовані смертю Сміта та 200—500 рабів та рабинь. Воєнний стан у Демерарі було скасовано 19 січня 1824 року. У Демерарі та Бербісі був значний гнів на місіонерів, що призвело до їх утисків. Політичний суд Демерари прийняв постанову про надання фінансової допомоги церкві, обраній власниками плантацій у кожному окрузі. Каплиця Le Resouvenir була захоплена англіканською церквою.
Під тиском Лондона полісний суд Демерари в 1825 році зрештою прийняв «Ордонанс про релігійне навчання рабів і поліпшення їх стану», який інституціоналізував робочий час і деякі громадянські права для рабів. Вихідні мали тривати від заходу сонця в суботу до сходу сонця в понеділок; польові роботи також визначалися з 6 ранку до 6 вечора з обов'язковою двогодинною перервою. Було призначено захисника рабів; для жінок було скасовано бичуванн, як і його використання в полі. Було легалізовано право на одруження та володіння майном, а також право на придбання манумісії. Поправки та нові постанови продовжували надходити з Лондона, кожна з яких поступово встановлювала більше громадянських прав для рабів, але їм чинив рішучий опір колоніальний законодавчий орган.
Багато плантаторів відмовлялися виконувати їхні положення. Протистояння тривало, оскільки плантатори кілька разів оскаржували право британського уряду ухвалювати закони, обов'язкові для виконання в колонії, стверджуючи, що Політичний суд має виняткову законодавчу владу в колонії. Власники плантацій, які контролювали голосування податків, зірвали роботу адміністрації, відмовившись голосувати за цивільний список.
У серпні 1833 року британський парламент прийняв «Акт про скасування рабства в британських колоніях, про сприяння промисловості невільних рабів і про компенсацію особам, які досі мали право на послуги таких рабів», який набрав чинності з 1 серпня 1834 року. Власники плантацій Британської Гвіани отримали £4 297 117 10. 6½д. як компенсацію за втрату 84 915 рабів.